# Funkmessbeobachtungsgerät

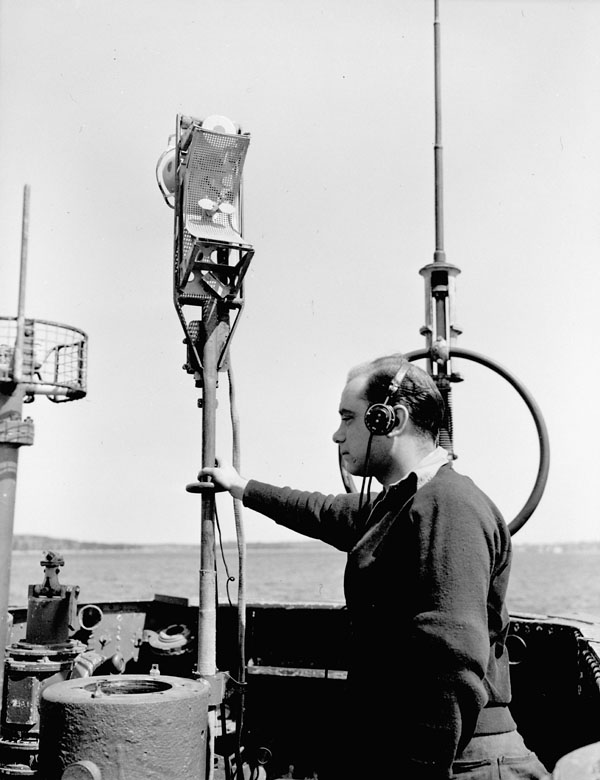
Kanadischer Matrose inspiziert Antennen einer FuMB-Anlage: Links am Bildrand die Bali-Antenne des FuMB 1 (Metox). In der Mitte, oben auf dem Antennenmast, den der Matrose mit der rechten Hand dreht, dem Betrachter zugewandt, die „Fliege“-Antenne des FuMB 7 (Naxos). Markant ist der zwei Rosenblättern ähnelnde Dipol (Schmetterlingsantenne) im Zentrum des durch ein Drahtgeflecht gebildeten Parabolreflektors. Ganz oben auf dem Mast die kreisrunde Hornantenne für FuMB 26 (Tunis). Rechts die ebenfalls kreisrunde UKW-Rahmenantenne.
Das Foto wurde nach der deutschen Kapitulation und Übergabe von U 889 an die kanadische Marine am 13. Mai 1945 im Hafen von Shelburne (Nova Scotia) aufgenommen.

Funkmessbeobachtungsgerät (Offizielle Abkürzung: Fu MB; häufig auch geschrieben: FuMB) ist die vor und während des Zweiten Weltkrieges gebräuchliche deutsche Bezeichnung für ein Funkmessgerät zum Empfang von elektromagnetischen Wellen im Hochfrequenz-Bereich. (Die damalige authentischen Schreibweise war „Funkmeßbeobachtungsgerät“ mit „ß“. Neudeutsch wird solch ein Messgerät gerne als HF-Scanner bezeichnet.) Sie erfüllten insbesondere auf U-Booten den Zweck eines Radarwarngerätes.

## Beschreibung
Die Abkürzung steht für Funkmessbeobachtungsgerät. Gelegentlich wird auch Funkmeßbordgerät als Erklärung für die Abkürzung verwendet, dies ist jedoch nicht korrekt. FuMB arbeiteten auf verschiedenen Wellenlängen und wurden Anfang der 1940er-Jahre bei Luftwaffe und Kriegsmarine eingesetzt. Nachdem die ersten Geräte dieser Art relativ niedrige Frequenzbereiche, wie den UKW-Bereich (30 MHz bis 300 MHz) abdeckten, wurde es im Verlauf des Krieges erforderlich, auch höhere Frequenzen „beobachten“ zu können. So folgte beispielsweise auf das 1942 entwickelte Fu MB 4 (Samos), das 90 MHz bis 470 MHz abdeckte, ein Jahr später das Fu MB 5 (Fanö) für 400 MHz bis 1600 MHz und Fu MB 8 (Zypern I) und  Fu MB 9 (Zypern II). Letzteres wurde auch „Wellenanzeiger“ genannt, kurz WAnz. Daraus erwuchs der Spitzname Wanze für das Messgerät, der den eigentlichen Decknamen Zypern verdrängte.
Einen großen Einfluss auf die Entwicklung der deutschen Funkmessbeobachtungsgeräte hatte das sogenannte „Rotterdam-Gerät“. Das ist der deutsche Deckname eines Anfang Februar 1943 bei Rotterdam aus einem abgeschossenen britischen Stirling-Bomber geborgenen brandneuen Zentimeterwellen-Radars vom Typ H2S. Entscheidende Komponente war ein damals hochmodernes Magnetron, das die Erzeugung von Mikrowellen im S-Band, also bei 3 GHz (10 cm) erlaubte. Das konnte durch kein vorhandenes FuMB detektiert werden. Hierzu wurde die Entwicklung des Fu MB 7 (Naxos) vorangetrieben, das ab Herbst 1943 einsatzfähig war.

## Modelle
Die folgende unvollständige Tabelle fasst wichtige Eigenschaften der diversen FuMB-Modelle zusammen. Neben der Typbezeichnung wird der Deckname beziehungsweise Spitzname angegeben, dann der ungefähre Frequenzbereich in MHz sowie der entsprechende Wellenlängenbereich in Metern, und schließlich die Herstellerfirma, ihr damals zur Tarnung benutztes Fertigungskennzeichen (Fkz) sowie der Herstellort und das Jahr der Erstfertigung.
| Modell  | Deckname   | Frequenz/MHz      | Wellenlänge/m    | Hersteller | Fkz | Ort                | Jahr |
| ------- | ---------- | ----------------- | ---------------- | ---------- | --- | ------------------ | ---- |
| FuMB 1  | Metox      | 113–484           | 0,62–2,65        | Metox      |     | Paris              | 1940 |
| FuMB 2  | Sadir      | 66–120            | 2,5–4,5          | Sadir      |     | Paris              |      |
| FuMB 3  | Dohmeyer   | 180–220           | 1,36–1,66        | RPZ        |     |                    |      |
| FuMB 4  | Samos      | 90–470            | 0,64–3,33        | R&S        | ncv | München            | 1942 |
| FuMB 5  | Fanö       | 400–1600          | 0,75–0,19        | R&S        | ncv | München            | 1943 |
| FuMB 6  | Wangerooge | 158–250           | 1,2–1,9          | R&S        | ncv | München            |      |
| FuMB 7  | Naxos      | 2500–3750         | 0,12–0,08        | Telefunken | bou | Berlin-Zehlendorf  | 1943 |
| FuMB 8  | Zypern     | 166–250           | 1,2–1,8          | Hagenuk    | obn | Kiel               | 1943 |
| FuMB 9  | „Wanze“    | 166–250           | 1,2–1,8          | Hagenuk    | obn | Kiel               | 1943 |
| FuMB 10 | Borkum     | 100–400           | 0,75–3,0         |            |     |                    | 1943 |
| FuMB 11 | Korfu 812  | 2500–3750         | 0,08–0,12        | Blaupunkt  | fvw | Berlin-Wilmersdorf | 1943 |
| FuMB 12 | Korfu 1218 | 1660–2500         | 0,12–0,18        | Blaupunkt  | fvw | Berlin-Wilmersdorf | 1944 |
| FuMB 13 | Korfu 68   | 3750–5000         | 0,06–0,08        | Blaupunkt  | fvw | Berlin-Wilmersdorf | 1944 |
| FuMB 14 | Korfu 46   | 5000–7500         | 0,04–0,06        | Blaupunkt  | fvw | Berlin-Wilmersdorf | 1944 |
| FuMB 15 | Korfu 274  | 7500–11100        | 0,027–0,04       | Blaupunkt  | fvw | Berlin-Wilmersdorf | 1944 |
| FuMB 17 | Korfu 1726 | 11500–17600       | 0,017–0,026      | Blaupunkt  | fvw | Berlin-Wilmersdorf | 1945 |
| FuMB 24 | „Fliege“   | 2000–3750         | 0,08–0,15        | Telefunken | bou | Berlin-Zehlendorf  | 1944 |
| FuMB 25 | „Mücke“    | 10000             | 0,03             | Telefunken | bou | Berlin-Zehlendorf  | 1944 |
| FuMB 26 | Tunis      | 2000–3750 & 10000 | 0,03 & 0,08–0,15 | Telefunken | bou | Berlin-Zehlendorf  | 1944 |
| FuMB 29 | Bali       |                   |                  |            |     |                    |      |
| FuMB 32 | Flores     | 110–300           | 1,0–2,75         |            |     |                    |      |
| FuMB 35 | Athos      | 1500–15000        | 0,2–0,02         |            |     |                    | 1945 |
| FuMB 37 | Leros      | 100–1500          | 0,2–3,0          | S&H        |     | Berlin             | 1945 |

## Trivia

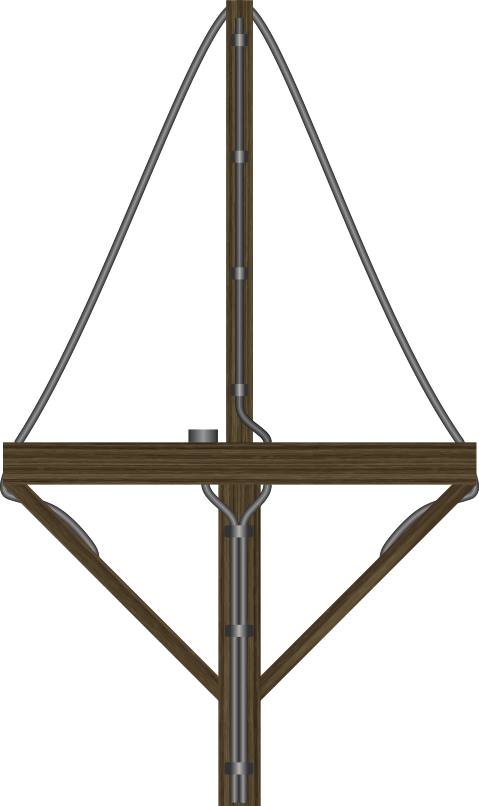
Das Biskaya-Kreuz bestand aus zwei auf einem Holzkreuz montierten Dipolantennen, die eine für horizontale und die andere für vertikale Polarisation.

- Viele FuMB-Geräte trugen die Namen von Inseln.
- Eines der ersten, bei der Kriegsmarine auf U-Booten eingesetzten FuMB, war FuMB 1 (Metox). Es verwendete als Antenne ein provisorisch anmutendes Holzkreuz (Bild) mit einem Doppel-Dipol. Aufgrund des Einsatzgebietes, der von der Royal Air Force überwachten Biskaya, und seines Erscheinungsbildes, wurde es als „Biskaya-Kreuz“ bezeichnet. Die Handhabung war mühsam. Es musste in der Hand gehalten werden und wurde dann in verschiedene Himmelsrichtungen gedreht. Über ein anfangs noch offen auf der Kommandobrücke liegendes Kabel wurde das Signal durch die Turmluke und die Zentrale des Bootes in den Funkraum geleitet, wo der Funker durch ein akustisches Signal, einen Brummton, eines Empfangsgeräts über eine erfolgende Radarortung unterrichtet wurde.